# Björn Kircheisen
Björn Kircheisen (Erlabrunn, 6 agosto 1983) è un ex combinatista nordico tedesco, uno degli elementi di punta della nazionale di combinata nordica tedesca negli anni 2000.

## Biografia

### Stagioni 2000-2003
Björn Kircheisen esordisce nel Circo bianco il 26 agosto 2000 disputando una gara di Grand Prix a Klingenthal, in Germania. Ottiene il suo primo risultato di rilievo sempre nella medesima località il 21 gennaio 2001 vincendo una gara individuale valida per la Coppa del Mondo B. Nella stessa stagione si aggiudica l'oro nella gara a squadre K85/staffetta 4x5 km ai Mondiali juniores di Karpacz 2001, in Polonia, e in febbraio a Liberec, in Repubblica Ceca, conquista i suoi primi punti in Coppa del Mondo.
Nel 2002 vince altri due ori ai Mondiali juniores di Schonach, in Germania, (nell'individuale K90/10 km e nella partenza in linea a squadre K90/staffetta 4x5 km), un argento ai XIX Giochi olimpici invernali di Salt Lake City 2002 (nella gara a squadre K90/staffetta 4X5 km), mentre in dicembre sale per la prima volta sul gradino più alto del podio in Coppa a Trondheim, in Norvegia, in una gara sprint.
Il 2003 è ancora ricco di soddisfazioni per l'atleta tedesco: vince tre ori ai Mondiali juniores di Sollefteå, in Svezia (individuale K107/10 km, sprint K107/5 e gara a squadre K107/staffetta 4x5 km), e il primo argento iridato ai Mondiali della Val di Fiemme, in Italia, nella gara a squadre K95/staffetta 4x5 km. Giunge anche 3° nella classifica generale di Coppa del Mondo.

### Stagioni 2004-2009
Dopo un anno interlocutorio, nel 2005 ai Mondiali di Oberstdorf, in Germania, aggiunge al palmarès altri due argenti, nell'individuale HS100/15 km e nella gara a squadre HS137/staffetta 4x5 km. L'anno seguente è presente ai XX Giochi olimpici invernali di Torino 2006, piazzandosi sulla piazza d'onore insieme ai compagni di nazionale nella gara a squadre K95/staffetta 4x5 km.
Ai Mondiali di Sapporo 2007 incrementa il medagliere personale con un altro argento (nella gara a squadre HS134/staffetta 4x5 km) e un bronzo (nell'individuale HS100/15 km). Altre due medaglie d'argento giungono in occasione dei Mondiali di Liberec 2009, in Repubblica Ceca, nelle specialità individuale HS 134/10 km e a squadre HS134/staffetta 4x5 km.

### Stagioni 2010-2018
Ai XXI Giochi olimpici invernali di Vancouver 2010 vince la medaglia di bronzo nella gara a squadre, mentre si classifica 22º nel trampolino normale e 20º nel trampolino lungo.
L'anno successivo, ai Mondiali di Oslo 2011, vince nuovamente due argenti nelle competizioni a squadre (dal trampolino normale HS 106/staffetta 4x5 km e dal trampolino lungo HS 134/staffetta 4x5 km).
Nel 2013, ai Mondiali della Val di Fiemme, vince un'altra medaglia, il bronzo nel trampolino normale, e ai XXII Giochi olimpici invernali di Soči 2014 si piazza 4º nel trampolino lungo e 2º nella gara a squadre. Nel 2015 partecipa ai Mondiali di Falun, giungendo 23º nella gara individuale dal trampolino lungo; due anni dopo, ai Mondiali di Lahti 2017, ha vinto la medaglia d'oro nella gara a squadre, quella di bronzo nel trampolino normale ed è stato 16º nel trampolino lungo. Al termine della stagione 2017-18 ha annunciato il ritiro dalle competizioni.

## Palmarès

### Olimpiadi
- 4 medaglie:
  - 3 argenti (gara a squadre a Salt Lake City 2002; gara a squadre a Torino 2006; gara a squadre a Soči 2014)
  - 1 bronzo (gara a squadre a Vancouver 2010)

### Mondiali
- 11 medaglie:
  - 1 oro (gara a squadre a Lahti 2017)
  - 8 argenti (gara a squadre a Val di Fiemme 2003; individuale, gara a squadre a Oberstdorf 2005; gara a squadre a Sapporo 2007; individuale, gara a squadre a Liberec 2009; gara a squadre dal trampolino normale, gara a squadre dal trampolino lungo a Oslo 2011)
  - 3 bronzi (individuale a Sapporo 2007; trampolino normale a Val di Fiemme 2013; trampolino normale a Lahti 2017)

### Mondiali juniores
- 6 medaglie:
  - 6 ori (gara a squadre a Karpacz 2001; individuale, partenza in linea a squadre a Schonach 2002; individuale, sprint, partenza in linea a squadre a Sollefteå 2003)

### Coppa del Mondo
- Miglior piazzamento in classifica generale: 3º nel 2003 e nel 2006
- 54 podi (45 individuali, 9 a squadre):
  - 22 vittorie (17 individuali, 5 a squadre)
  - 19 secondi posti (15 individuali, 4 a squadre)
  - 13 terzi posti (individuali)

#### Coppa del Mondo - vittorie
| Data             | Località            | Nazione    | Trampolino                  | Spec.                                                            |
| ---------------- | ------------------- | ---------- | --------------------------- | ---------------------------------------------------------------- |
| 6 dicembre 2002  | Trondheim           | Norvegia   | Granåsen K120               | SP LH/7,5 km                                                     |
| 7 dicembre 2002  | Trondheim           | Norvegia   | Granåsen K120               | IN LH/15 km                                                      |
| 8 dicembre 2002  | Trondheim           | Norvegia   | Granåsen K120               | SP LH/7,5 km                                                     |
| 5 marzo 2005     | Lahti               | Finlandia  | Salpausselkä HS130          | IN LH/15 km                                                      |
| 5 marzo 2006     | Lahti               | Finlandia  | Salpausselkä HS130          | SP LH/7,5 km                                                     |
| 12 marzo 2006    | Oslo                | Norvegia   | Holmenkollen HS128          | SP LH/7,5 km                                                     |
| 4 febbraio 2007  | Zakopane            | Polonia    | Wielka Krokiew HS134        | SP LH/7,5 km                                                     |
| 10 marzo 2007    | Lahti               | Finlandia  | Salpausselkä HS130          | SP LH/7,5 km                                                     |
| 1º dicembre 2007 | Kuusamo             | Finlandia  | Rukatunturi HS142           | SP LH/7,5 km                                                     |
| 15 dicembre 2007 | Ramsau am Dachstein | Austria    | W90-Mattensprunganlage HS98 | MS NH/10 km                                                      |
| 16 dicembre 2007 | Ramsau am Dachstein | Austria    | W90-Mattensprunganlage HS98 | SP NH/7,5 km                                                     |
| 21 dicembre 2008 | Ramsau am Dachstein | Austria    | W90-Mattensprunganlage HS98 | IN NH/10 km                                                      |
| 3 gennaio 2009   | Schonach            | Germania   | Langenwaldschanze HS96      | T NH/4x5 km (con Georg Hettich, Eric Frenzel e Tino Edelmann)    |
| 10 gennaio 2009  | Val di Fiemme       | Italia     | Giuseppe Dal Ben HS134      | MS LH/10 km                                                      |
| 20 dicembre 2009 | Ramsau am Dachstein | Austria    | W90-Mattensprunganlage HS98 | IN NH/10 km                                                      |
| 24 gennaio 2010  | Schonach            | Germania   | Langenwaldschanze HS96      | T NH/4x5 km (con Georg Hettich, Eric Frenzel e Tino Edelmann)    |
| 11 marzo 2011    | Lahti               | Finlandia  | Salpausselkä HS130          | IN LH/10 km                                                      |
| 3 febbraio 2013  | Soči                | Russia     | RusSki Gorki HS140          | T LH/4x5 km (con Manuel Faißt, Johannes Rydzek ed Eric Frenzel)  |
| 9 febbraio 2013  | Almaty              | Kazakistan | Gorney Gigant HS140         | IN LH/10 km                                                      |
| 3 gennaio 2015   | Schonach            | Germania   | Langenwaldschanze HS106     | T LH/4x5 km (con Eric Frenzel, Tino Edelmann ed Johannes Rydzek) |
| 2 dicembre 2016  | Lillehammer         | Norvegia   | Lysgårdsbakken HS100        | T NH/4x5 km (con Eric Frenzel, Fabian Rießle e Johannes Rydzek)  |
| 10 febbraio 2017 | Sapporo             | Giappone   | Ōkurayama HS134             | IN LH/10 km                                                      |

Legenda:

IN = individuale Gundersen

SP = sprint

MS = partenza in linea

T = gara a squadre

NH = trampolino normale

LH = trampolino lungo